# ゲルハルト・ケッペン
ゲルハルト・ケッペン(ドイツ語: Gerhard Köppen、1918年5月17日 - 1942年5月5日)は、ドイツの軍人。最終階級は空軍少尉。第二次世界大戦では総出撃回数380回、総撃墜数85機を記録したエース・パイロットであり、その戦功により柏葉付騎士鉄十字章を受章した。

## 経歴
1936年、ケッペンはドイツ空軍に入隊した。1939年に戦闘機パイロットを志願したが、それ以前は第1爆撃航空団(KG1)"ヒンデンブルク"に所属していた。1941年、彼は第52戦闘航空団(JG52)第7中隊へ配属された。そこで40機撃墜を記録し、1941年12月18日に騎士鉄十字章を受章している。その後さらに記録を伸ばし、1942年2月27日には72機撃墜の戦功により柏葉付騎士鉄十字章を受章した。4月1日に少尉へ昇進。しかし5月5日、アゾフ海上空で彼が搭乗していたメッサーシュミット Bf109F-4が消息を絶った。これをもって彼は戦闘中行方不明と判断された。その後の消息は分かっていない。
ケッペンにはエッカルト・ケッペンという兄弟がいるが、彼もまた1945年1月15日に戦死している。死後騎士鉄十字章が追贈された。

## 叙勲
- 空軍名誉杯 (1941年11月17日)[1]
- 空軍前線飛行章
- 鉄十字章
  - 二級鉄十字勲章1939年章
  - 一級鉄十字勲章1939年章
- ドイツ十字章
  - ドイツ十字章金章 (1941年12月15日)[3]
- 騎士鉄十字章
  - 騎士鉄十字章 (1941年12月18日)[4][注釈 1]
  - 柏葉付騎士鉄十字章 (1942年2月27日)[5]
- 国防軍軍報に記載4回